# Большев, Логин Николаевич
Ло́гин Никола́евич Большев (6 марта 1922 года — 29 августа 1978 года) — советский математик, специалист в области математической статистики и теории вероятностей. Доктор физико-математических наук, профессор Московского государственного университета имени М. В. Ломоносова, член-корреспондент АН СССР (1974).

## Биография
Родился 6 марта 1922 года в Москве.
В июне 1940 года окончил московскую среднюю школу № 118, в октябре был призван в РККА Советским военкоматом Москвы. Первоначально проходил службу в пехоте, затем, в июне 1941 года начал обучение в Военно-авиационной школе.
В августе 1944 года был направлен на 1-й Украинский фронт, где принимал участие в боевых действиях в качестве лётчика-истребителя. Участвовал в боях на территории Польши, Германии, Венгрии, штурме Берлина и освобождении Праги. За годы Великой Отечественной войны совершил около 22 боевых вылетов на самолётах Ла-5 и Ла-7, сбил немецкий самолёт — Focke-Wulf Fw 190 Würger, а также уничтожил 2 автомашины, 3 подводы и до 20 солдат и офицеров противника. Победу встретил в звании гвардии младшего сержанта в должности лётчика 41-го гвардейского истребительного авиаполка.
В марте 1946 года был уволен в запас. После демобилизации вернулся в Москву, до сентября 1946 года работал препаратором в Московском институте инженеров землеустройства. В сентябре 1946 года поступил на механико-математический факультет МГУ. Учителем Большева был один из крупнейших математиков XX века, академик АН СССР, Герой Социалистического Труда Андрей Николаевич Колмогоров.
После окончания университета с 1951 года по 1954 год обучался в аспирантуре отделения математики механико-математического факультета МГУ. С января 1951 года также — научный сотрудник Математического института имени В. А. Стеклова АН СССР.
Параллельно с занятиями в аспирантуре, в 1952 году Большев начал свою педагогическую деятельность: читал курс «Теория вероятностей», вёл семинарские занятия, руководил математическим практикумом и специальным семинаром на механико-математическом факультете МГУ. В 1955 году под руководством Колмогорова успешно защитил кандидатскую диссертацию на тему «К вопросу проверки некоторых сложных статистических гипотез».
В 1955 году начал работу в МГУ, на кафедре теории вероятностей механико-математического факультета. С 1955 года — ассистент, с 1958 года — доцент кафедры теории вероятностей. В 1960 году перешёл на основную работу в Математический институт имени В. А. Стеклова, где работал до самой смерти в должностях старшего научного сотрудника отдела математической статистики (с 1960 года по 1966 год) и заведующего отделом математической статистики (с 1966 года по 1978 год).
В 1966 году защитил докторскую диссертацию на тему «Преобразования случайных величин» и стал доктором физико-математических наук.
С 1967 года по 1969 год являлся доцентом кафедры теории вероятностей МГУ. В 1969 году стал профессором этой же кафедры. С 1970 года по 1978 год также работал профессором кафедры математической статистики факультета вычислительной математики и кибернетики МГУ.
26 ноября 1974 года был избран членом-корреспондентом Академии наук СССР (отделение математики, специальность — «математика»).
Являлся членом Международного статистического института (с 1970 года), редакционной коллегии журнала «Теория вероятностей и её приложения» (с 1967 года).
Умер от рака 29 августа 1978 года. Похоронен на Новокунцевском кладбище.

## Научная деятельность
Область научных интересов Большева — теория вероятностей, математическая статистика и их приложения.
Научные труды Большева посвящены предельным теоремам и асимптотическим разложениям распределений вероятностей, широко используемых в математической статистике, а также прочим смежным теоретическим и прикладным проблемам. Ему удалось построить теорию асимптотических разложений для основных распределений вероятностей, широко применяемую в прикладных и теоретических исследованиях.
Продолжил начатую математиками Е. Е. Слуцким и Н. В. Смирновым работу по составлению таблиц математической статистики, необходимых для вероятностных статистических расчётов и изданию первой в стране серии таких таблиц. Участвовал в составлении и подготовке к изданию в 1962 году МИАН словарей — «Русско-английский словарь математических терминов» и «Англо-русский словарь математических терминов», входил в состав редколлегии.
За время научной деятельности Большев подготовил 10 кандидатов наук и 3 докторов наук.

## Семья
Дед Большева, Логгин Александрович (1836—1880) — полковник, военный топограф, исследователь Восточной Сибири, начальник военно-топографического отдела Восточно-Сибирского военного округа, был женат на Екатерине Константиновне Клодт.
Отец, Большев Николай Логинович — кадровый офицер Русской императорской армии, участник Русско-японской и Первой мировой войн, с 1917 года — на службе в Красной армии, в 1923 году вышел в отставку, через два года скончался. Мать, Большева Елизавета Германовна, до и после Октябрьской революции была служащей, работала старшим лаборантом в Московском институте инженеров землеустройства, скончалась в 1950 году.
Жена Большева, Клавдия Петровна (1929—2006), работала преподавателем математики в Московском инженерно-физического институте. Их дочь, Надежда (род. в 1956 году) — биолог.

## Награды
- Орден Красной Звезды (16 мая 1945)[1][4]
- Орден «Знак Почёта» (1975)
- Медаль «За освобождение Праги» (1945)
- Медаль «За взятие Берлина» (1945)
- Медаль «За победу над Германией в Великой Отечественной войне 1941-1945 гг.» (1945)
- Медаль «Двадцать лет победы в Великой Отечественной войне 1941-1945 гг.» (1966)